# Woltersdorfer Altkanal
Der Woltersdorfer Altkanal (WAK) ist eine Wasserstraße im Westen des Landes Brandenburg.

## Beschreibung

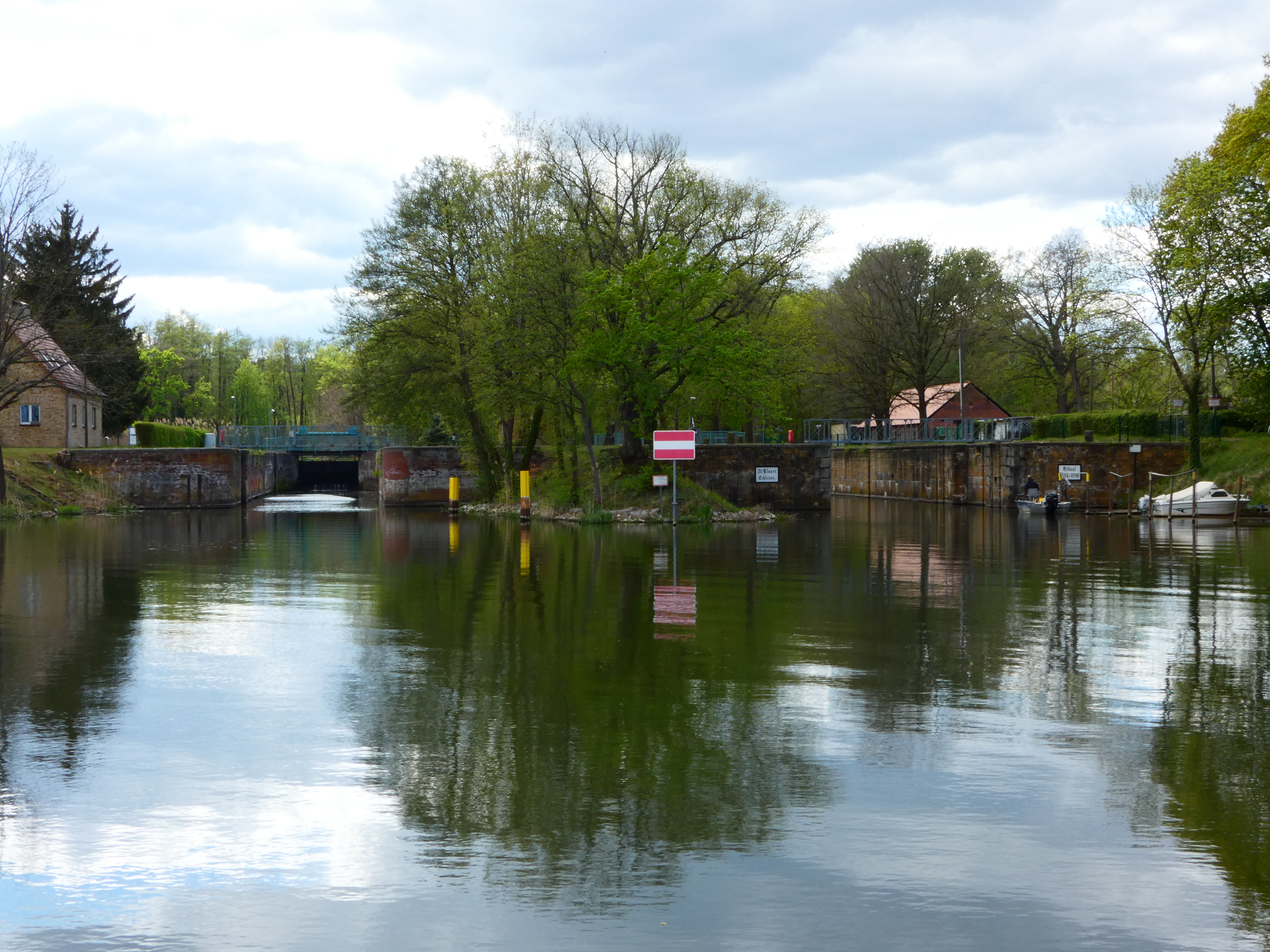
Blick auf die Doppelschleuse Plaue vom Unterwasser

Der Woltersdorfer Altkanal ist wie andere Altkanäle ein Teilstück des ehemaligen, 1743 bis 1745 gebauten Plauer Kanals. Er ist dessen vormaliges östliches Ende. Der Plauer Kanal hatte zunächst eine Breite von 10 bis 15 Metern, eine Tiefe von 1,10 Meter bis 1,25 Meter, sodass er von Schiffen mit einer Länge bis 36,10 Meter, einer Breite bis 4,00 Meter und einem Tiefgang bis 0,90 Meter befahren werden konnte. Die Tragfähigkeit dieser Schiffe lag bei ungefähr 50 Tonnen. Im 19. Jahrhundert wurde der Plauer Kanal zweimal ausgebaut. Zunächst 1862 bis 1866 und dann 1883 bis 1891, sodass die Breite bei 26,00 Meter und die Tiefe bei 2,00 Meter lag. Damit konnte die Wasserstraße, die die Havel mit der Elbe verband mit maximalen Schiffsgrößen von 65,00 Meter Länge, 8,00 Meter Breite und 1,60 Meter Tiefgang befahren werden. Solche Schiffe hatten eine Tragfähigkeit etwa 600 Tonnen. Zwischen 1926 und 1938 wurde der Plauer Kanal zusammen mit dem Ihlekanal auf weite Strecken zum Elbe-Havel-Kanal ausgebaut wurde. Bei diesem Ausbau wählte man über Teilstrecken neue, gradlinigere Verläufe mit größeren Krümmungsradien von nicht unter 1000 Metern, sodass teilweise neue Abschnitte gewählt wurden und Altkanäle entstanden.
Ein solcher neuer Verlauf des Elbe-Havel-Kanals ist der nördlich der Gemeinde Wusterwitz. Der so entstandene Woltersdorfer Altkanal wird in der Folge als Abflusskanal zur Wasserstandsregulierung des Kanalabschnitts Zerben–Wusterwitz genutzt. Zu diesem Zweck wurden zwei Schützenwehre, eines im Oberhaupt der Schleuse Plaue und ein zweites nördlich von Wusterwitz nahe dem Abzweig vom Elbe-Havel-Kanal installiert. Unterhalb der Schleuse Plaue dient der Altkanal als Liegeplatz für Schiffe und Boote. Über den Kanal führen drei Brückenbauwerke, jeweils eine Fußgängerbrücke über die Nord- und die Südkammer der Plauer Schleuse und eine Straßenbrücke bei Woltersdorf. Der Kanal ist trotz seiner durch die Wehre eingeschränkten Schiffbarkeit über seine gesamte Länge von etwa 3,5 Kilometer Bundeswasserstraße und liegt im Verantwortungsbereich des Außenbezirks Genthin des Wasserstraßen- und Schifffahrtsamtes Spree-Havel.